# Djurgårdens Idrottsförening Fotboll 2020
Questa voce raccoglie le informazioni riguardanti il Djurgårdens Idrottsförening Fotboll, meglio conosciuto come Djurgårdens IF o semplicemente Djurgården, nelle competizioni ufficiali della stagione 2020.

## Maglie e sponsor
Lo sponsor tecnico è nuovamente Adidas, e il main sponsor nuovamente Prioritet Finans. Cambia il colore della seconda divisa, prevalentemente rossa.
| Casa | Trasferta |

## Rosa
| N. |                                 | Ruolo | Calciatore                  |
| -- | ------------------------------- | ----- | --------------------------- |
| 2  | Svezia (bandiera)               | D     | Jesper Nyholm               |
| 4  | Svezia (bandiera)               | D     | Jacob Une Larsson           |
| 5  | Svezia (bandiera)               | D     | Elliot Käck                 |
| 6  | Svezia (bandiera)               | C     | Jesper Karlström (capitano) |
| 7  | Svezia (bandiera)               | C     | Magnus Eriksson             |
| 8  | Svezia (bandiera)               | C     | Kevin Walker                |
| 9  | Bosnia ed Erzegovina (bandiera) | C     | Haris Radetinac             |
| 10 | Albania (bandiera)              | C     | Astrit Ajdarević            |
| 11 | Svezia (bandiera)               | C     | Jonathan Ring               |
| 12 | Norvegia (bandiera)             | P     | Per Kristian Bråtveit       |
| 14 | Zambia (bandiera)               | C     | Edward Chilufya             |
| 15 | Svezia (bandiera)               | D     | Jonathan Augustinsson       |

| N. |                        | Ruolo | Calciatore       |
| -- | ---------------------- | ----- | ---------------- |
| 16 | Norvegia (bandiera)    | D     | Aslak Fonn Witry |
| 17 | Svezia (bandiera)      | A     | Karl Holmberg    |
| 19 | Svezia (bandiera)      | C     | Nicklas Bärkroth |
| 20 | Svezia (bandiera)      | A     | Emir Kujović     |
| 21 | Svezia (bandiera)      | D     | Erik Berg        |
| 22 | Zambia (bandiera)      | C     | Emmanuel Banda   |
| 23 | Norvegia (bandiera)    | C     | Fredrik Ulvestad |
| 24 | Inghilterra (bandiera) | C     | Curtis Edwards   |
| 25 | Svezia (bandiera)      | C     | Mattias Mitku    |
| 29 | Svezia (bandiera)      | A     | Oscar Pettersson |
| 30 | Svezia (bandiera)      | P     | Tommi Vaiho      |

## Risultati

### Allsvenskan

#### Girone di andata
| Arbitro: | Victor Wolf |

|  |           |                         |
|  | Marcatori | 24’ Berg 87’ Pettersson |

| Arbitro: | Adam Ladebäck |

|             |           |                     |
| Kujović 34’ | Marcatori | 39’ Besara 89’ Book |

| Arbitro: | Bojan Pandžić |

|                                  |           |  |
| Nyman 20’ Lauritsen 38’ Levi 83’ | Marcatori |  |

| Arbitro: | Kaspar Sjöberg |

|                                                                         |           |  |
| Ulvestad 5’ (rig.) Ulvestad 9’ Augustinsson 10’ Ulvestad 39’ Walker 84’ | Marcatori |  |

| Arbitro: | Glenn Nyberg |

|                  |           |  |
| Christiansen 43’ | Marcatori |  |

| Arbitro: | Bojan Pandžić |

|                                 |           |                          |
| Holmberg 9’ Ulvestad 23’ (rig.) | Marcatori | 31’ Svensson 65’ Gigović |

| Arbitro: | Kaspar Sjöberg |

|                  |           |                                 |
| Aiesh 62’ (rig.) | Marcatori | 9’ (rig.) Ulvestad 34’ Holmberg |

| Arbitro: | Fredrik Klitte |

|             |           |  |
| Witry 90+3’ | Marcatori |  |

| Arbitro: | Glenn Nyberg |

|                        |           |  |
| Une Larsson 88’ (aut.) | Marcatori |  |

| Stoccolma 22 luglio 2020, ore 19:00 10ª giornata | Djurgården  | 0 – 0 referto | Östersund | Tele2 Arena (0 spett.)\| Arbitro: \| Victor Wolf \| |
| Arbitro:                                         | Victor Wolf |               |           |                                                     |

| Arbitro: | Glenn Nyberg |

|  |           |           |
|  | Marcatori | 77’ Witry |

| Arbitro: | Bojan Pandžić |

|                                      |           |              |
| Holmberg 20’ Holmberg 45+3’ Berg 47’ | Marcatori | 33’ Wålemark |

| Arbitro: | Mohammed Al-Hakim |

|               |           |                                 |
| Birkfeldt 54’ | Marcatori | 29’ Kujović 42’ (rig.) Ulvestad |

| Arbitro: | Andreas Ekberg |

|                   |           |                              |
| Fenger 74’ (aut.) | Marcatori | 4’ Jóhannsson 33’ I. Khalili |

| Arbitro: | Per Melin |

|                              |           |          |
| Kujović 51’ Augustinsson 64’ | Marcatori | 29’ Ogbu |

#### Girone di ritorno
| Arbitro: | Glenn Nyberg |

|  |           |                                     |
|  | Marcatori | 45’ Banda 83’ Bärkroth 90’ Chilufya |

| Arbitro: | Kristoffer Karlsson |

|                      |           |                              |
| Berg 51’ Edwards 59’ | Marcatori | 42’ (rig.) Sana 87’ Farnerud |

| Arbitro: | Granit Maqedonci |

|                                       |           |             |
| Jönsson 60’ van den Hurk 71’ Gero 81’ | Marcatori | 56’ Edwards |

| Göteborg 9 settembre 2020, ore 19:00 19ª giornata | Häcken | – Posticipata al 28 ottobre | Djurgården | Bravida Arena |

| Arbitro: | Kaspar Sjöberg |

|              |           |              |
| Chilufya 47’ | Marcatori | 21’ Karlsson |

| Arbitro: | Granit Maqedonci |

|                    |           |              |
| Jno-Baptiste 90+1’ | Marcatori | 61’ Eriksson |

| Arbitro: | Victor Wolf |

|             |           |                        |
| Kujović 78’ | Marcatori | 5’ Wahlqvist 56’ Nyman |

| Arbitro: | Kristoffer Karlsson |

|              |           |              |
| Tanković 24’ | Marcatori | 90+4’ Nyholm |

| Arbitro: | Glenn Nyberg |

|                                        |           |                           |
| Ulvestad 81’ Holmberg 82’ Holmberg 89’ | Marcatori | 18’ Toivonen 62’ Toivonen |

| Arbitro: | Andreas Ekberg |

|                                                     |           |  |
| Holmberg 66’ Holmberg 72’ Ulvestad 77’ Ulvestad 86’ | Marcatori |  |

| Arbitro: | Mohammed Al-Hakim |

|  |           |                                  |
|  | Marcatori | 8’ Radetinac 71’ (rig.) Ulvestad |

| Arbitro: | Victor Wolf |

|                                     |           |                                 |
| Johansson 6’ Peter 49’ Mathisen 74’ | Marcatori | 16’ Kujović 52’ (rig.) Ulvestad |

| Arbitro: | Kaspar Sjöberg |

|  |           |            |
|  | Marcatori | 74’ Bahoui |

| Arbitro: | Mohammed Al-Hakim |

|  |           |                                       |
|  | Marcatori | 11’ Edwards 18’ Holmberg 31’ Eriksson |

| Arbitro: | Kristoffer Karlsson |

|                        |           |              |
| Bergström 15’ Ogbu 64’ | Marcatori | 54’ Eriksson |

| Arbitro: | Victor Wolf |

|               |           |  |
| Karlström 46’ | Marcatori |  |

### Svenska Cupen 2019-2020

#### Gruppo 1
| Arbitro: | Martin Strömbergsson |

|                                      |           |                          |
| Kujović 18’ Kujović 23’ Holmberg 31’ | Marcatori | 43’ Cissoko 78’ Berggren |

| Arbitro: | Enzo Vesprini |

|                        |           |                           |
| Koidan 80’ Englund 87’ | Marcatori | 7’ Karlström 18’ Ulvestad |

| Arbitro: | Kaspar Sjöberg |

|                  |           |                      |
| Augustinsson 16’ | Marcatori | 29’ Moro 70’ Löfgren |

### Svenska Cupen 2020-2021
| Arbitro: | Fredrik Hansson |

|  |           |                                                      |
|  | Marcatori | 37’ Käck 45+2’ Kujović 80’ Une Larsson 90+1’ Kujović |

### UEFA Champions League 2020-2021

#### Turni preliminari
| Arbitro: | Fedayi San |

|                     |           |  |
| Nguen 33’ Nguen 62’ | Marcatori |  |

### UEFA Europa League 2020-2021

#### Turni preliminari
| Arbitro: | Stéphanie Frappart |

|                                 |           |              |
| Edwards 42’ Ulvestad 69’ (rig.) | Marcatori | 57’ Gallardo |

| Arbitro: | Bartosz Frankowski |

|  |           |              |
|  | Marcatori | 55’ Vinícius |